# Fundación Mozarteum Internacional
La Fundación Mozarteum Internacional (en alemán y oficialmente, Internationale Stiftung Mozarteum) fue fundado en 1880 en Salzburgo con un primer objetivo de estudiar la vida y obra de Wolfgang Amadeus Mozart.

## Historia y objetivos
Fue precedido por la Asociación Musical de la Catedral y el Mozarteum de 1841, fundado a iniciativa de la viuda de Mozart, Constanze Weber, y está estrechamente vinculado con la Universidad del Mozarteum.
En la actualidad, se encarga de recopilar objetos personales de Mozart, mantener la biblioteca de Mozart (Bibliotheca Mozartiana), la casa natal de Mozart y otros lugares de Salzburgo vinculados a Mozart.
Entre otros conciertos, presenta un Mozart Woche Festival anual, en el que se interpretan obras de otros compositores, coincidiendo con los aledaños del aniversario del nacimiento de Mozart, el 27 de enero. El festival está considerado como el punto cilminante artístico del calendario de conciertos europeo. La Fundación organiza otras veinte actuaciones y conciertos a lo largo del año.
La Fundación promociona asimismo la investigación relacionada con Mozart.

## Galardones que concede
Administra varios galardones, como:
- Medalla Mozart.
- Preis der Internationalen Stiftung Mozarteum.
- Medalla Lilli Lehmann.